# كلور (إيران)
كلور (بالفارسية: کلور) هي مدينة تقع في إيران في Shahrud District. يقدر عدد سكانها بـ 2,380 نسمة .